# По следу Тигра
«По следу Тигра» (оригинальное название сербохорв. Most «Мост») — югославская военная драма, снятая режиссёром Хайрудином «Шибой» Крвавацем в 1969 году на киностудии «Босна филм»[sh].

## Сюжет
Действие этого военного приключенческого фильма происходит в 1944 году в оккупированной фашистами Югославии.
Партизаны планируют крупное наступление. Известный диверсант «Тигр» с небольшой группой партизан получает задание в течение 7 дней уничтожить стратегически важный мост, по которому фашисты могут перебросить подкрепление. Тогда тысячи югославских патриотов обречены на гибель. Немцы идут по следу партизан, в попытке не дать им осуществить эту отчаянную миссию. О потерях и сражениях диверсионной группы «Тигра» рассказывает эта кинолента.
Крошечный отряд майора «Тигра» выполняет практически невыполнимое дело. С помощью контрабандистов им удается найти инженера, знающего слабое место моста, но гестапо арестовывает его. С большим трудом партизанам удается освободить инженера, но когда тот узнает, что их целью является уничтожение его детища — моста, он отказывается сотрудничать с «Тигром». Однако, в конце концов, инженер понимает необходимость взрыва моста и подсказывает Заватони, куда лучше всего заложить взрывчатку. А когда итальянец погибает, творцу не остается другого выхода, кроме как разрушить своё творение своими собственными руками…

## В ролях
- Ве́лимир Ба́та Живои́нович — майор Тигр
- Слободан Перович — инженер
- Борис Дворник — Заватони
- Реля Башич — Сова, он же гауптштурмфюрер Каутц, двойной агент
- Сабина Миятович — Елена
- Боро Бегович — Тихий
- Йован-Бурдуш Янчиевич — Шверцер
- Игор Гало — Бамбино
- Вильгельм Кох-Хоге — немецкий полковник
- Ханньо Хассе — штандартенфюрер СС доктор Хофман

После выхода фильма на экраны СССР большую популярность приобрела песня итальянских партизан «Белла Чао», звучавшая в картине.